# Deutsche Meisterschaften im Sommerbiathlon 2006
Die Deutschen Meisterschaften im Sommerbiathlon 2006 wurden vom 22. bis 24. September in der Rennsteig-Arena Oberhof durch den SV Eintracht Frankenhain ausgetragen. Die Wettbewerbe im Crosslauf wurden sowohl bei den Männern wie auch bei den Frauen in den Teildisziplinen Kleinkalibergewehr und Luftgewehr im Sprint, im Massenstart und einem Staffelwettbewerb ausgetragen. Die Staffeln wurden nach Bundesländern oder Regionen zusammengestellt.
Erfolgreichste Teilnehmerin war Monika Liedtke, die alle vier Einzeltitel gewann sowie bei beiden Staffeln Vizemeisterin wurde und damit in allen sechs Wettbewerben Medaillen erringen konnte. Bei den Männern gewann Frank Röttgen fünf der Sechs Titel, nur im Luftgewehr-Massenstart errang er keine Medaille.

## Ergebnisse Frauenwettbewerbe
| Kleinkaliber             | Kleinkaliber      | Kleinkaliber                                          | Kleinkaliber                                               | Kleinkaliber                                      |
| ------------------------ | ----------------- | ----------------------------------------------------- | ---------------------------------------------------------- | ------------------------------------------------- |
| Datum                    | Disziplin         | Erster Platz                                          | Zweiter Platz                                              | Dritter Platz                                     |
| 22. September 2006 (Fr.) | Sprint, 3 km      | Monika Liedtke                                        | Sinja Trotter                                              | Nicole Kneller                                    |
| 23. September 2006 (Sa.) | Massenstart, 5 km | Monika Liedtke                                        | Nicole Kneller                                             | Sinja Trotter                                     |
| 24. September 2006 (So.) | 3 × 3 km          | Württemberg I Judith Wagner Andrea Pögl Sinja Trotter | Berlin-Brandenburg Janine Hoppe Janet Franz Monika Liedtke | Sachsen Mandy Glauch Karin Scherwat Bettina Kempe |

| Luftgewehr               | Luftgewehr        | Luftgewehr                                                 | Luftgewehr                                                       | Luftgewehr                                            |
| ------------------------ | ----------------- | ---------------------------------------------------------- | ---------------------------------------------------------------- | ----------------------------------------------------- |
| Datum                    | Disziplin         | Erster Platz                                               | Zweiter Platz                                                    | Dritter Platz                                         |
| 22. September 2006 (Fr.) | Sprint, 3 km      | Monika Liedtke                                             | Nicole Kneller                                                   | Annette Stöcker                                       |
| 23. September 2006 (Sa.) | Massenstart, 5 km | Monika Liedtke                                             | Annette Stöcker                                                  | Nicole Kneller                                        |
| 24. September 2006 (So.) | 3 × 3 km          | Rheinland Kirsten Mühlenkamp Nanda Lange Stefanie Glöckner | Berlin-Brandenburg Jeannine Hoppe Jessica Hänisch Monika Liedtke | Westfalen II Annette Stöcker Sandra Rohde Aura Sommer |

## Ergebnisse Männerwettbewerbe
| Kleinkaliber             | Kleinkaliber      | Kleinkaliber                                          | Kleinkaliber                                                     | Kleinkaliber                                               |
| ------------------------ | ----------------- | ----------------------------------------------------- | ---------------------------------------------------------------- | ---------------------------------------------------------- |
| Datum                    | Disziplin         | Erster Platz                                          | Zweiter Platz                                                    | Dritter Platz                                              |
| 22. September 2006 (Fr.) | Sprint, 4 km      | Frank Röttgen                                         | Wilhelm Rösch                                                    | Wolfgang Kinzner                                           |
| 23. September 2006 (Sa.) | Massenstart, 6 km | Frank Röttgen                                         | Wilhelm Rösch                                                    | Wolfgang Kinzner                                           |
| 24. September 2006 (So.) | 3 × 4 km          | Bayern I Wolfgang Kinzner Matthias Raab Frank Röttgen | Sachsen-Anhalt II Andreas Hoffmann Tobias Schröder Steffen Jabin | Württemberg I Tobias Giering Markus Giering Christian Lenk |

| Luftgewehr               | Luftgewehr        | Luftgewehr                                              | Luftgewehr                                                      | Luftgewehr                                     |
| ------------------------ | ----------------- | ------------------------------------------------------- | --------------------------------------------------------------- | ---------------------------------------------- |
| Datum                    | Disziplin         | Erster Platz                                            | Zweiter Platz                                                   | Dritter Platz                                  |
| 22. September 2006 (Fr.) | Sprint, 4 km      | Frank Röttgen                                           | Christian Lenk                                                  | Wolfgang Kinzner                               |
| 23. September 2006 (Sa.) | Massenstart, 6 km | Christian Lenk                                          | Matthias Raab                                                   | Steffen Jabin                                  |
| 24. September 2006 (So.) | 3 × 4 km          | Bayern I Wolfgang Kinzner Christian Moser Frank Röttgen | Sachsen-Anhalt I Gerald Zielinsky Christoph Finze Steffen Jabin | Westfalen Ralf Klauke Peter Stäcker Jan Chomse |